# ブラド・タネスキ
ブラド・タネスキ（マケドニア語: Владо Танески, ラテン文字転写: Vlado Taneski、1952年 - 2008年6月23日）は、北マケドニアの犯罪ジャーナリストおよび連続殺人犯である 。
ジャーナリストとして活動してから20年以上たった2008年6月、タネスキは故郷キチェヴォにて、かつて自身が記事にした2人の女性を殺害した容疑で逮捕された。逮捕された時点で、彼は別の女性の死亡事件についても取材しており、これらの殺人事件の記事には公にされていない情報が含まれていたことから、警察の疑いの対象となった。
DNA鑑定により、タネスキが殺人に関与していることが判明し、2008年6月に逮捕・収監された。収監された次の日に監房にて自殺を遂げた。

## 人物
タネスキは20年以上もの間ジャーナリストとして活動しており 、事件発覚の時点で、いずれもスコピエを拠点とするノヴァ・マケドニアとウトリンスキ・ヴェスニクに寄稿していた 。
タネスキは妻と別居状態にあったうえ、近年では母親との関係も悪かった。また、彼の父親は1990年に自殺している。

## 殺人および自殺
タネスキが捜査線上に挙がったのは、彼がキチェヴォで2005年から2008年にかけて起きた3件の殺人事件に関する記事を執筆した後だった。被害者はいずれも、十分な教育を受けられず、清掃員として生計を立てていた3人の貧しい女性だった。タネスキの母親も似たような境遇にあったうえ、被害者たちとも面識があった。警察は2003年に消息を絶った78歳の女性について、彼に尋ねようと考えていた。
警察はタネスキを疑ったきっかけとして、「被害者は電話コードで縛られており、コードは現場に残されていた」といった、彼の記事に一般に公表していない情報を含んでいたことを挙げており、マケドニアにある他のメディアでは取り上げられていない情報もあった。
遺体に付着していた精液のDNAがタネスキと一致したことから、警察は2008年6月22日にタネスキの逮捕に踏み切った。彼は2人の女性の殺害で起訴され、警察はさらに第3級謀殺で起訴する準備をしていた。しかし、翌日タネスキはテトヴォにある監房で水の入った手桶に頭を突っ込んで死亡しているところが見つかり、警察は自殺と断定した。
警察の広報担当者は、他の監房の収容者や看守が気づかなかったのは不明だとしたうえで、ホラー映画のような結末だと述べている。